# Trelldom
Trelldom är ett norskt black metal-band, bildat 1992 i Sunnfjord. Frontman är sångaren Gaahl, känd bland annat från bandet Gorgoroth, numera i God Seed/Ov Hell. Debutalbumet Til evighet… gavs ut 1995 av Head not Found. Senaste albumet Til minne… släpptes av Regain Records i maj 2007.

## Medlemmar
Senaste kända medlemmar
- Gaahl (Kristian Eivind Espedal) – sång (1992– )
- Valgard (Ronny Stavestrand) – gitarr (1992– )

Tidigare medlemmar
- Taakeheim (Børge Boge aka Discomforter) – basgitarr
- Sir (Stian Kårstad aka Sir Sick) – basgitarr
- Bjørn I. (Bjørn Inge Storkås aka Dr. Dream, aka Tyrant) – gitarr
- Ole Nic. (Ole Nikolai Løbø) – trummor

Sessionsmedlemmar
- Goat Pervertor (Rune Thorsnes) – trummor (på Disappearing of the Burning Moon)
- Maestro Husabø (Eirik Husabø) – synthesizer (på Til evighet...)
- Mutt (Terje Martinusen) – trummor (på Til et annet...)
- Are – trummor (på Til minne...)
- Egil Furenes – hardingfela (på Til minne...)

## Diskografi
Demo
- 1994 – Disappearing of the Burning Moon

Studioalbum
- 1995 – Til evighet…
- 1998 – Til et annet...
- 2007 – Til minne…